# العلاقات الأفغانية الميكرونيسية
العلاقات الأفغانية الميكرونيسية هي العلاقات الثنائية التي تجمع بين أفغانستان وولايات ميكرونيسيا المتحدة.

## مقارنة بين البلدين
هذه مقارنة عامة ومرجعية للدولتين:
| وجه المقارنة                                              | أفغانستان                    | ولايات ميكرونيسيا المتحدة |
| --------------------------------------------------------- | ---------------------------- | ------------------------- |
| المساحة (كم2)                                             | 652.23 ألف                   | 702                       |
| عدد السكان (نسمة)                                         | 34.94 مليون                  | 105.54 ألف                |
| الكثافة السكانية (ن./كم²)                                 | 53.57                        | 15.03 ألف                 |
| العاصمة                                                   | كابل                         | باليكير                   |
| اللغة الرسمية                                             | اللغة البشتوية، اللغة الدرية | لغة إنجليزية              |
| العملة                                                    | أفغاني                       | دولار أمريكي              |
| الناتج المحلي الإجمالي (بليون دولار)                      | 20.82 مليار                  | 336.43 مليون              |
| الناتج المحلي الإجمالي (تعادل القوة الشرائية) بليون دولار | 62.62 مليار                  | 365.27 مليون              |
| الناتج المحلي الإجمالي الاسمي للفرد دولار أمريكي          | 594                          | 3.02 ألف                  |
| الناتج المحلي الإجمالي للفرد دولار أمريكي                 | 1.93 ألف                     |                           |
| مؤشر التنمية البشرية                                      | 0.479                        | 0.640                     |
| رمز المكالمات الدولي                                      | +93                          | +691                      |
| رمز الإنترنت                                              | .af                          | .fm                       |
| المنطقة الزمنية                                           | ت ع م+04:30                  |                           |

## منظمات دولية مشتركة
يشترك البلدان في عضوية مجموعة من المنظمات الدولية، منها:
| علم المنظمة | اسم المنظمة                               | تاريخ انضمام أفغانستان | تاريخ انضمام ولايات ميكرونيسيا المتحدة |
| ----------- | ----------------------------------------- | ---------------------- | -------------------------------------- |
|             | بنك التنمية الآسيوي                       | 1966                   | 1990                                   |
|             | مؤسسة التنمية الدولية                     | 2 فبراير 1961          | 24 يونيو 1993                          |
|             | يونسكو                                    | 4 مايو 1948            | 19 أكتوبر 1999                         |
|             | وكالة ضمان الاستثمار متعدد الأطراف        | 16 يونيو 2003          | 11 أغسطس 1993                          |
|             | الأمم المتحدة                             | 19 نوفمبر 1946         | 17 سبتمبر 1991                         |
|             | البنك الدولي للإنشاء والتعمير             | 14 يوليو 1995          | 24 يونيو 1993                          |
|             | الاتحاد الدولي للاتصالات                  | 12 أبريل 1928          | 18 مارس 1993                           |
|             | منظمة حظر الأسلحة الكيميائية              | ?                      | ?                                      |
|             | مؤسسة التمويل الدولية                     | 23 سبتمبر 1957         | 24 يونيو 1993                          |
|             | المركز الدولي لتسوية المنازعات الاستشارية | 25 يوليو 1968          | 24 يوليو 1993                          |

## وصلات خارجية
- موقع وزارة الخارجية الأفغانية